# Walt Mulconery
Walter Allen „Walt“ Mulconery (* 17. Februar 1932 in Los Angeles; † 6. Dezember 2001 ebenda) war ein US-amerikanischer Filmeditor.

## Leben
Nachdem Walter Allen Mulconery 1963 bei sieben Episoden der Fernsehreihe Biography als Schnittassistent fungierte, war es 1975 die Filmkomödie Win, Place or Steal, für das er sein Spielfilmdebüt als hauptverantwortlicher Editor gab. Mit seinem Schnitt des Tanzfilms Flashdance konnte Mulconery gemeinsam mit Bud S. Smith den größten Erfolg seiner Karriere feiern. Er wurde sowohl mit einer Oscarnominierung für den Besten Schnitt bedacht, als auch mit einem British Academy Film Award für den Besten Schnitt ausgezeichnet.

## Filmografie (Auswahl)
- 1963: Biography (Fernsehserie, 7 Episoden Schnittassistenz)
- 1975: Win, Place or Steal
- 1982: Personal Best
- 1983: Flashdance
- 1984: Karate Kid (The Karate Kid)
- 1986: C.A.T.-Squad – Die Elite schlägt zurück (C.A.T. SQUAD)[1][2]
- 1986: Gangster Kid (Touch and Go)
- 1992: Die total beknackte Nuß (The Nutt House)
- 1995: Manhattan Merengue!

## Auszeichnungen (Auswahl)
Oscar
- 1984: Nominierung für den Besten Schnitt mit Flashdance

British Academy Film Award
- 1984: Auszeichnung für den Besten Schnitt mit Flashdance